# Infinite Space
Infinite Space (無限航路, Mugen Kōro) est un jeu vidéo de rôle de science-fiction développé par Nude Maker et Platinum Games pour la Nintendo DS. Il est sorti le 11 juin 2009 au Japon, le 16 mars 2010 en Amérique du Nord et le 26 mars 2010 en Europe. Peu avant son annonce, le jeu était connu sous le titre provisoire d'Infinite Line.

## Histoire
Le joueur incarne le personnage Yuri durant deux périodes de sa vie. Durant la première, Yuri deviendra commandant en constituant progressivement son équipage et sa flotte de vaisseaux spatiaux. Il tentera sans succès d'empêcher le puissant Empire Lugovalien d'envahir le Petit Nuage de Magellan. Le seconde partie de l'histoire se déroule dix ans plus tard, dans le Grand Nuage de Magellan, sur le point de subir lui aussi une invasion des Lugovaliens.
Tout au long du jeu, Yuri tentera de découvrir le secret des Épitaphes, des artefacts mystérieux très convoités.

## Système de jeu
Infinite Space permet au joueur d'acquérir et de contrôler une flotte de vaisseaux spatiaux. Il peut améliorer ceux-ci dans plusieurs catégories (moteur, armement, blindage, navigation, etc.) en agençant des modules dans l'espace disponible sur le vaisseau. Le jeu propose plus de 200 modules différents. Le joueur devra recruter les membres qui constitueront son équipage et les affecter à des postes spécifiques,. Une fois son premier vaisseau en main, le joueur peut explorer un vaste univers sur fond d'histoire enjambant deux galaxies. Alors que les personnages sont affichés en 2D, l'exploration et les combats spatiaux se font en 3D.
Le joueur dirige son vaisseau à l'aide de l'écran tactile de la Nintendo DS en choisissant sa destination et en déclenchant les moteurs pour aller de l'avant. Les combats spatiaux se font en temps réel avec la gestion d'une jauge de commande qui, au fur et à mesure qu'elle se remplit, permet de lancer des attaques, d'esquiver ou d'utiliser des actions spéciales. La vitesse à laquelle cette jauge se remplit dépend du choix de l'équipage. Enfin, lors des combats rapprochés, le joueur peut aborder le vaisseau ennemi et faire combattre les deux équipages via un système dérivé de celui de combat de vaisseaux proposant des commandes différentes.
Un mode multijoueur, accessible dans plusieurs port spatiaux, permet au joueur de défier un adversaire en Wi-Fi local.

## Marketing
Une série de courts anime fut produite par les studio Gonzo et Production IG afin de promouvoir le jeu. Le premier anime était diffusé au Tokyo Game Show le 9 octobre 2008 et rendu disponible par la suite sur le site officiel du jeu.
Le jeu n'est disponible qu'en deux langues : le japonais et l'anglais. Bien qu'il soit disponible en Europe, seul le manuel a été traduit en plusieurs langues. Le guide est par ailleurs proposé en libre téléchargement sur le site officiel.

## Accueil

### Ventes
À la fin du premier week-end suivant sa sortie au Japon, Infinite Space s'est écoulé à 38 000 copies et fut l'une des meilleures ventes durant cette semaine. Les analystes de la société Media Create prédisaient que 92 % des jeux distribués trouveraient preneur, indiquant qu'il pourrait continuer à bien se vendre sur le marché.
En revanche, le jeu n'a pas rencontré le même succès en Amérique du Nord et en Europe.

## Anime
Équipe du projet :
- Réalisation : Yasufumi SOEJIMA (ソエジマヤスフミ)
- Chara-design : Fumitoshi OIZAKI (追崎史敏)
- Direction artistique : Takayo NISHINO (西野隆世; Bamboo , 株式会社バンブー), Yusuke TAKEDA (竹田悠介; Bamboo, 株式会社バンブー)
- Design Works : Ryōma TSUCHIYA (土屋亮真)
- Supervision 3DCG : Kenji ISOBE (磯部兼士), Tomoaki KANEKO (金子友昭)
- Couleurs : Yumi UCHIBAYASHI (内林裕美)
- Direction de la photographie : Naoki KITAMURA (北村直樹)
- Montage : Takashi HORIUCHI (堀内隆)
- Musique : Masamichi Amano (天野正道)
- Orchestre : Orchestre Symphonique de Tōkyō (東京交響楽団)
- Production : GONZO,   Production I.G